# 改易

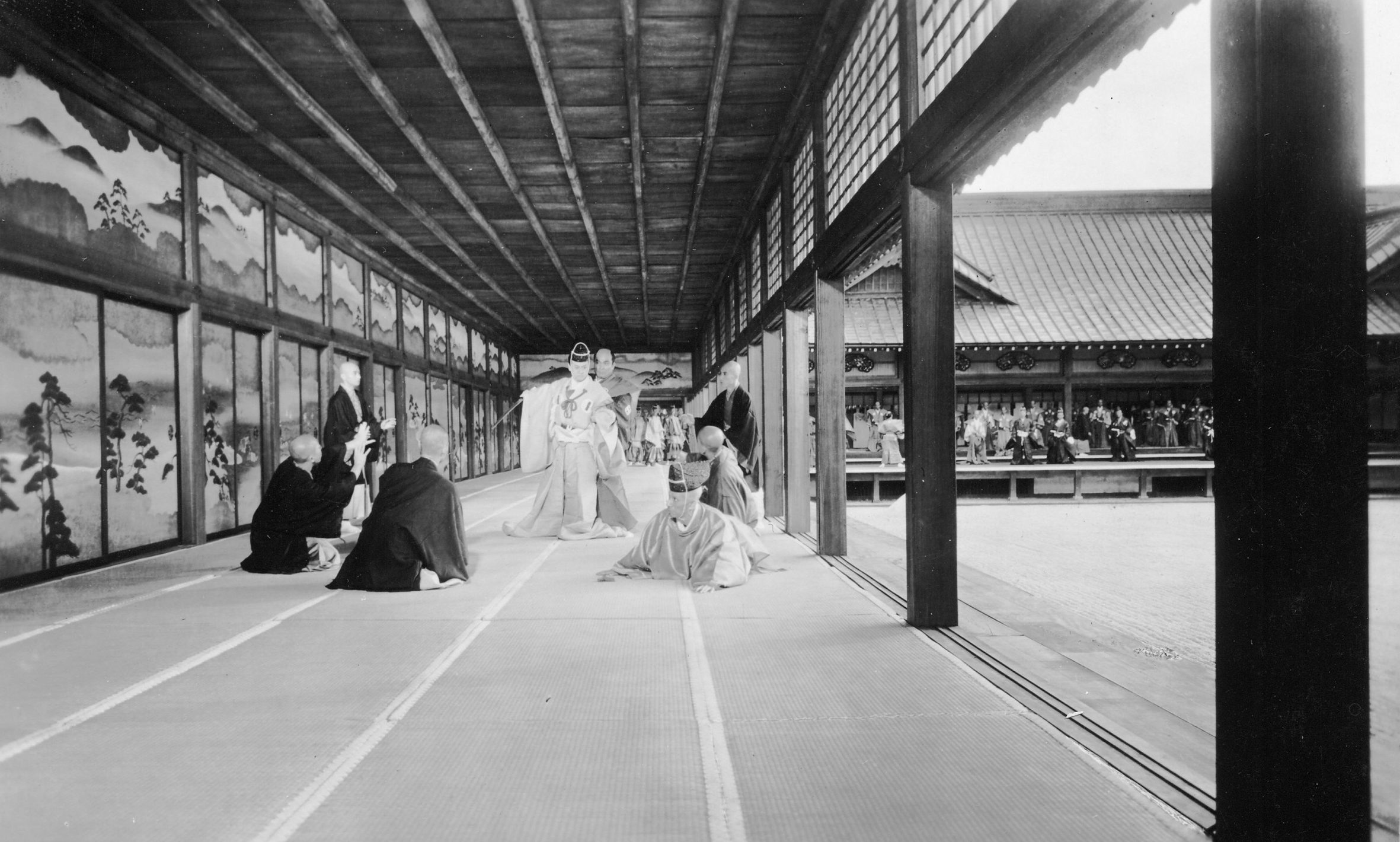
映画『元禄忠臣蔵』の場面。史実において松の廊下では、浅野長矩が吉良義央に、水野忠恒が毛利師就に、斬り掛かるという刃傷沙汰が起こっている。何れも大名が改易となった大事件であった。

改易（かいえき）は、江戸時代においては、武士に対して行われた士籍を剥奪する刑罰。士分以上の者の社会的地位を落とす身分刑であるが、禄や拝領した家屋敷を没収されることから、財産刑でもあるとする見解もある。また大名の所領を没収、減封、転封することを改易と呼ぶこともある。

## 概論
江戸時代中期の国学者谷川士清が表した『和訓栞』によれば、改易とは戸籍を取り上げることを意味していて（古代中国の律法より生まれた）賊盗律の移郷から発展したものであるとされ、平安時代の『続日本後紀』では改易は別の意味で使われており、後年出来た言葉だという。
改易は「職を改め易（か）える」の意であり、もとは律令制度において現職者の任を解いて新任者を補任するという職務の交代・改補（かいふ）を意味していた。職務の交代は概ね不利益を伴うため、中世以降はこの言葉に懲罰的な意味合いが含まれるようになって「所領や所職（しょしき）を没収する」という一種の刑罰をさしたが、原義の職務の交代（変更）の意味も残っていたので、鎌倉時代から室町時代においては守護や地頭職の変更と所領の没収の両方が改易といわれた。財産を没収する闕所は、改易と似た刑罰だが、鎌倉幕府から室町幕府の初期には御家人に対する刑罰だったが、江戸時代（近世）では士分以外のものに対する刑罰のことをさした。
近代以降は大名の領地没収や処罰的な転封を改易と呼ぶことが多いが、同時代史料において大名に対して改易の語が用いられることは極めて稀であり、「領地召上」などの語が使用された。近世初期には大名を中心に「改易」の語が用いられ、中期以降は旗本・御家人が中心となって使用される傾向にある。藤田恒春は本来の改易は減転封等とは異なる概念であり、峻別する必要があるのではないかとしている。

## 幕臣の改易
江戸時代の法制において「改易」の語が初めて用いられるのは元和8年（1622年）2月15日の「付番士当直勤務令」である。『諸例類纂』においては「改易」は「改易者住居御構等ハ無之、御暇被下、平民二相成迄、此名目者當主井嫡子二限り候事」とあり、士分の所領・家禄・屋敷の没収の意味とされた。士籍の剥奪は長期だが、一定期間で許されることも多かった。これに対して遠島や流刑となった場合には許されることは稀であった。『諸例類纂』においては改易の対象は当主と嫡子に限定適用されるとされているが、実際には庶子に対しても改易が行われることは多かった。改易は蟄居より重く、追放刑・遠島・切腹より軽い。
『断家譜』にある75件の改易事例のうち、最も多いのは不行跡であり、続いて連座や偽証などがある。また75件の事例のうち、10件についてはその後赦免されている。浪江健雄は武士として品性・廉恥に欠けたものや怠惰なものについて改易刑が適用される傾向にあるとしている。
また『御定書百箇条』には運用について書かれており、その末尾に以下のようにある。
「大小渡」は、武士たる身分を剥奪するの意味で、大小の刀を取り上げて抵抗できないようにした上で、上使は被改易者と一緒に帰宅して、当人の口から家族に立ち退きを伝えさせて家屋敷を没収するが、（家族が）家財を持ち出すことは構わないとされていた。法文は簡素であるが、施行によって生ずる結果はすこぶる重大だった。堪忍料を与えられることが多い大名とは違い、一般の武士は、生活の糧を失い、住宅まで失うので、親族のもとに身を寄せるしかなく、突然貧窮した苦しい生活を強いられることになった。

## 大名の改易

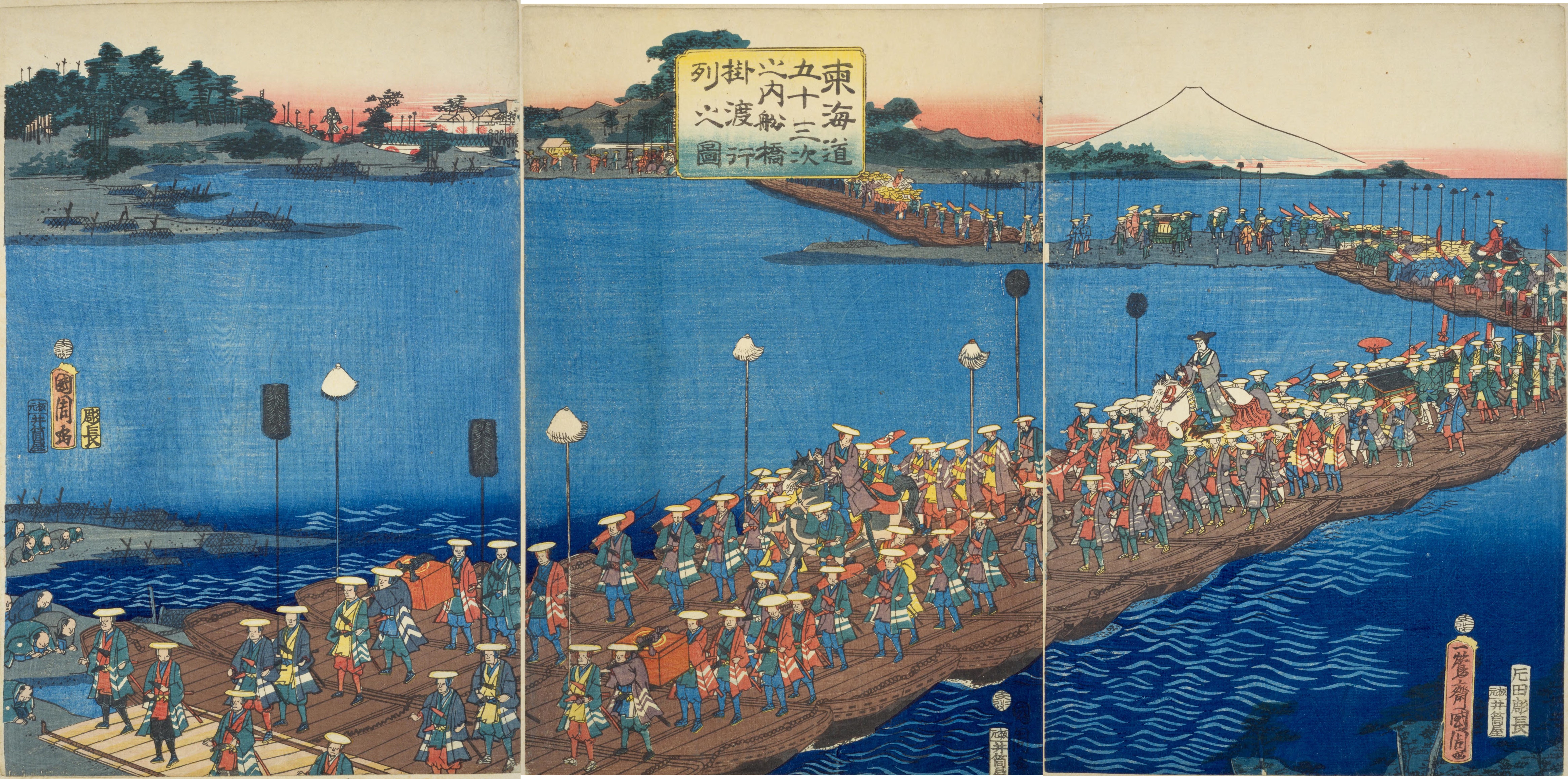
『東海道五十三次之内船橋掛渡行列之図』（豊原国周）

大名の所領を全て収公することを除封ともいい、所領（知行）の一部を削減することは減封または減知という。元の所領は没収するが別の小さな所領を与えて移動（転封）を命じる場合もある。改易された大名は、まず預という刑罰で親族宅に謹慎か配流（流罪）が命じられることが多く、その後に吟味されて、罪の内容によって、斬首、切腹、蟄居、閉門、逼塞、差控など、他の刑罰が追加で下され、最終的な処分が決定した。
幕府の公式文書で「改易」の語が用いられることはほとんどなく、『廃絶録』には除封された大名のうち「改易」とされた大名は15家にとどまる。このうち11家は慶長から寛永年間にかけての大名であり、中期以降は植村恒朝・本多忠央・金森頼錦・小堀政方の4家である。福島正則の川中島への減転封は公式文書を含む同時代史料には「改易」の語はないが、後世の家譜類には「改易」という言葉が用いられる。藤田恒春は大名の「改易」は大名自身の領地が没収され、嫡子が改易となることが本来の大名改易であるとしている。

### 大名改易の歴史
関ヶ原の役の戦後処理によって（藤野保の『幕藩体制下の研究』によれば）徳川氏によって87の大名家が改易された。その石高の合計は440万石余で、このほか大規模に減封された大名3名の石高が207万石余もあったため、没収された総石高は622万石余に及んだ。石田三成、小西行長、宇喜多秀家、長宗我部盛親を始めとして、いわゆる西軍に属して、徳川氏に対する軍事的敵対行動によって処分されたものである。さらに三成、行長らは斬首、増田長盛は切腹、秀家は遠流、盛親は蟄居と、各々刑罰が加算された。
大坂の役で豊臣家が滅ぼされて以後、公儀に対する戦争が無くなると、敗者に対する処分としての改易とは別に、江戸幕府が大名統制の基本政策として行った改易が現れ、徳川家康・秀忠・家光の初期3代の将軍によって強行された。関ヶ原の処分の後から慶安4年（1651年）※までの改易は、約130家で、総石高は1,200万石もの多きに及んだ。この時期には、松平忠輝・松平忠直・徳川忠長といった大身の一門・親藩に対する改易が目立つのであるが、数としては福島氏や加藤氏のような外様大名の改易が多かった。関ヶ原後の移転によりほとんどの外様大名は遠隔地に転封されていたが、幕府はこれらをさらに改易や減封に追いやって、没収で生じた空白地を天領（幕府直轄領）にしたり親藩・譜代大名を新たに配置したりして、将軍権力の絶対優位を確立しようとしたからである。
改易の理由としては、世嗣断絶（無嗣断絶）と幕法違反によるものが多かった。幕府が、初め末期養子を禁じて許さなかったことと、外様大名に厳しく目を光らせていたからである。武家諸法度制定（1615、1635年）前後の幕法違反については、福島正則や里見忠義が城の無断修築を咎められて改易された件がよく知られる。3代将軍家光の時代には、旧豊臣系の加藤氏・堀尾氏・蒲生氏・京極氏をはじめとする外様大名26家と一門・譜代大名17家が改易された。初期3代の恐怖の処置により、幕府直轄領は拡大して譜代大名の適正な配置が現出したので、譜代大名は絶えず移封の下命を心配しなければならなかったものの、外様大名は骨抜きにされ、幕府に絶対服従の態度をとるようになったのである。
しかし4代将軍家綱の時代に入り、幕府の政治方針に大きな変化が現れた。すなわち、前3代の強圧的な大名整理がすでに十分に奏功して幕府に敵対しようとする大名勢力は一掃されたので、これ以上諸大名を圧迫する恐怖政策は、平和維持を目的とする文治政治の展開には却って弊害があると考えるに至ったのである。改易による藩の取潰しは必然的に多くの浪人を発生させるが、
慶安4年の由比正雪による慶安の変（由比正雪の乱）と翌年の別木庄左衛門（戸次庄左衛門）の承応の変は、生活に追い詰められた浪人が幕府の治安政策の上で大きな障害となり得ることを明らかにした。すでに骨抜きにされ、幕府に対する敵対意識をほとんど失っている大名の戦国的な行動を心配するよりも、むしろ彼らを改易して浪人を作り出す方がより重大な危険を孕んでいたのである。幕府としては治安問題の関心が大名対策から浪人対策へと移っていたので、もはやこれ以上大名への圧迫を続けることは全く得策ではなかった。幕府はこれまでの大名敵視政策を改め、その先達として末期養子の禁令を緩めて、50歳以下の者に限り末期養子を取ることを認め、後年には17歳以上の者とさらに緩和した。元禄5年（1692年）、郡上藩藩主の遠藤常久が死去して、本来であれば無嗣断絶で改易となるところであったが、家綱の側室（瑞春院）の親族（後の遠藤胤親）が家督を継ぐことで改易を免れた例がある。
5代将軍綱吉の時代になると改易は再び増加したが、対象は一門や譜代大名に移っており、一門・親藩の政治干渉を防ぎ、政治安定の実現に主眼があって、綱吉の時代に改易された45件のうち28件が一門・譜代の大名であった。6代将軍家宣以降になると改易は極端に減少し、8代将軍吉宗時代においては「最早改易策による大名取潰しはおこなわれない段階に」達して、無嗣断絶でも末期養子と減知に留める寛大な処置が取られることが多くなった。また、初期の大久保忠隣や本多正純、中期以後の松平乗邑、田沼意次、林忠英、水野忠邦のように、幕府内部の権力闘争に敗れたかそれに連座して、改易された幕臣の大名や旗本も多くいたが、後期の改易は藩での失政や幕府政治の権力争いに関係するものばかりだった。
一方で、幕府が大名を敵視しなくなっても、大名本人が問題となって改易となることがあった。全体を通じて、大名の不行跡や刃傷沙汰、乱心（発狂）といった、広い意味での公序良俗・秩序違反の咎で改易とされた事例が思いのほか多く、赤穂事件の浅野長矩などのように大名同士が事件を起こした張本人であるという事例も少なくなかった。喧嘩両成敗は幕府の法ではなかったにもかかわらず、吉良義央のような幾つかの例外を除いて、刃傷沙汰では被害者も加害者と同様に改易の対象として罰せられた。御家騒動などで家中が揉めて幕府に裁定を委ねる事例があるが、どちらか一方の意見が汲み取られることはむしろ稀で、両派に罰が下されることが通常であり、減知は免れずに家中不行届を理由に改易となることもあった。藩主の失政や苛政により一揆や騒動が起きたという事例が多数あり、大名本人がその地位に就く適性を欠く場合には、不適格者の処分としての改易はむしろやむを得ない処置であったと言える。
改易の処分を受けた後、大名はそれぞれ蟄居や配流といった個別の刑罰に服した。失政や刃傷沙汰を起こした者は切腹となることが多く、島原の乱の原因を作った松倉勝家は切腹ではなく打首となった。ただし処罰後に許され、大名本人または子孫や一族の者が小大名や旗本に取り立てられ家名が存続することは少なくなかった。御家大事の論理を幕府は秩序の維持に有益と考えて重視したからである。譜代・親藩の中には、改易・蟄居処分のあとに許されて、その子孫が旧知とほぼ同じ待遇で復帰した例がある。外様大名でも、改易された有馬晴信の子直純は、例外的にそのまま跡を継ぐことが許された。

#### 改易の申渡しの配慮

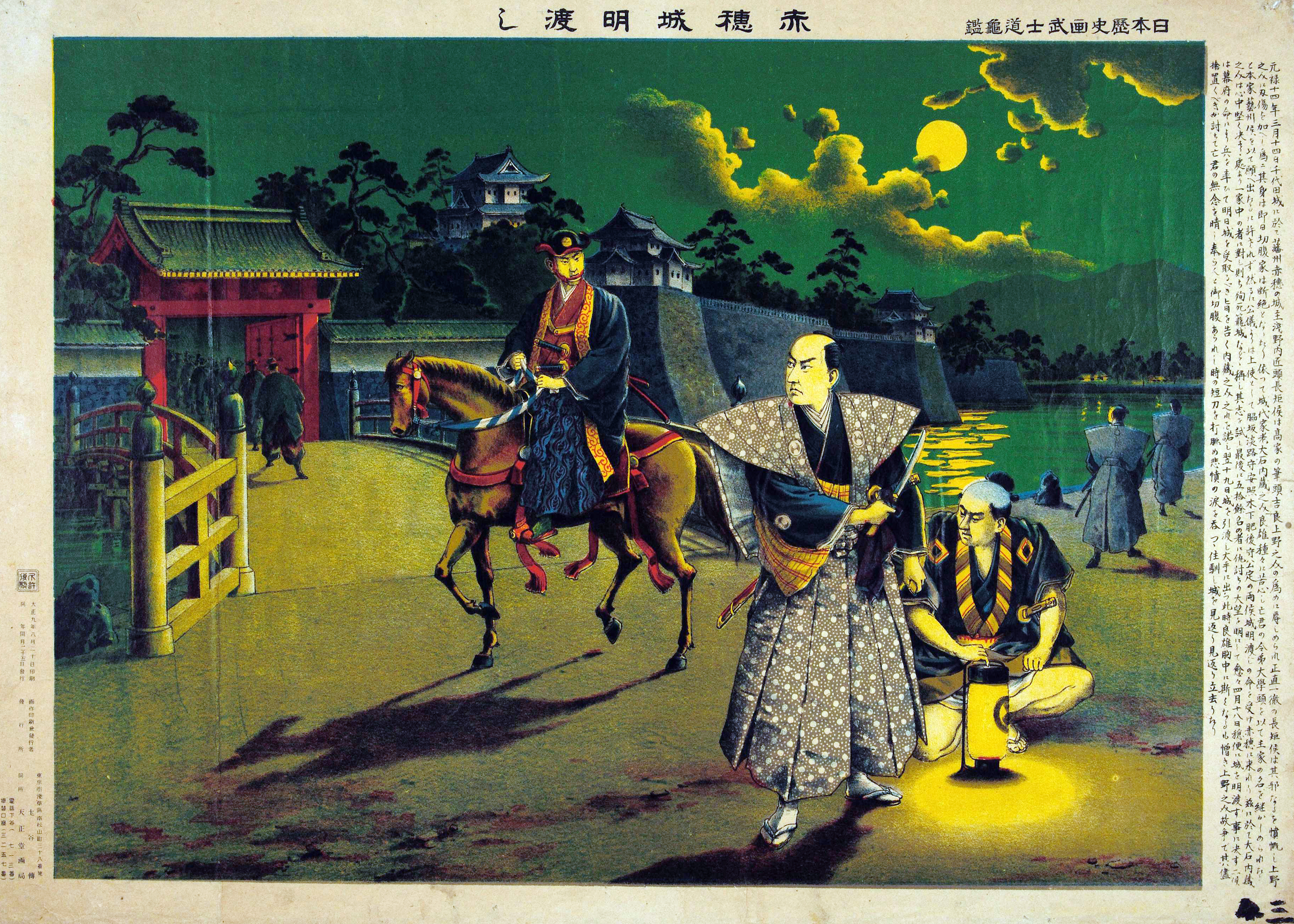
『赤穂城明渡し』日本歴史画武士道亀鑑（土谷伝）

改易は領主から家臣と居城、所領を奪い、領国を解体して大名支配を無力化することを意味したので、一つ間違えば反乱の原因とも成り得た。そのため、幕府の側も周到な準備をして、城明渡しの前には諸事に対して万全の配慮を払った。
元和5年（1619年）の安芸・備後50万石の外様大名福島正則の改易では、将軍秀忠が上洛して正則の嫡男福島忠勝を京都建仁寺に呼び寄せ、正則は江戸に留め置かれた状態で、改易を言い渡すが、幕府は正則に対して牧野忠成と花房正成を上使として派遣し、安芸・備後国の所領を召し上げて替地として津軽国に4.5万石を与える旨を伝えた際、同時に在江戸の諸大名に命じて兵を集めて正則の屋敷を取り囲ませるほどの警戒を見せた。正則は粛々と命令を受け入れるほかになかった。
元和8年（1622年）10月の宇都宮15.5万石の譜代大名本多正純の改易は、正純が最上義俊の改易（最上騒動）を伝える上使として山形城に派遣された折りに言い渡された。上使として伊丹康勝と高木正次が追って派遣され、11か条の不審を詰問し、正純は次々と申し開きをしたが、3か条については答えられずに改易されたという。ちなみに正純は出羽（佐竹氏預け）に配流となるが、宇都宮を没収する替地として5.5万石を提示されるが「罪があって御処分ならば受けられぬ」として断る気骨を見せている。
寛永9年（1632年）5月の肥後52万石の外様大名加藤忠広の改易では、忠広は突然老中より「不審の儀がある」として江戸に召喚され、22日に品川宿に着くと江戸に入ることを許さずに池上本門寺で待機するように命じられた。25日に酒井忠勝を徳川御三家に遣わして密議を行い、26日に紀伊和歌山藩主徳川頼宣（夫人が忠広の姉）を江戸に登城させて家光と協議すると、28日に御三家で再び密議をして、29日に再度、頼宣が登城を命じられて忠広の処遇について内達があった。こうして幕府は慎重を期して、徳川頼宣の了解をとりつけた上で、6月1日の拝賀の嘉慶にきた諸大名を前に、老中の口から加藤氏の改易を発表した。諸大名は大変に驚きおののいたが、3日、幕府は肥後国はもちろん全国の各大名の国元に宛に奉書を出して、処分を知らしめた。
この3例は、居城と家臣団から改易大名を切り離した状態を狙ったり、またそのような状況を意図的に作った上で処分を言い渡しており、これは改易を契機とする抗戦を予防するためで、幕府が反乱の芽を摘みとるために細心の注意を払って改易を行っていたことがわかる。
改易では、申渡しの次の段階である国元での城の明渡しについても、細心の注意が払われた。明渡しを告げる「上使」となる幕臣が派遣されるほか、責任者となる「城請取」役の大名が選任され、受け取った後の城を警備する「在番」役の周辺の大名を指名し、万事を監督して将軍に報告する「御目付」となる幕臣も併せて派遣された。没収される藩の石高や城の規模によって、城請取や在番の大名の人数は大幅に増え、それに伴って家臣や動員される人員も大掛かりなものになった。しかし、豊臣家が滅ぼされて以後、武力で抵抗をした大名は皆無で、誰一人として幕府に公然たる反抗をせずに、大人しく取潰されることを受け入れ、無抵抗で城と領地を幕府へ明渡した。福島氏や加藤氏は豊臣以来の大名として強力な存在だったにもかかわらず、他に応援を求めて徳川氏に抗戦するなどという姿勢は微塵も見せなかった。大名は尽く各個撃破されてしまっていたのである。
改易された大名の家臣への扱いは不明なことが多いが、天明7年（1787年）に改易された小堀政方の家臣（近江小室藩）のうち、身寄りがないものに対しては3年間に渡って扶持が行われた。

#### 幕末の改易
幕末には安政の大獄後の彦根藩、第一次長州征伐後には長州藩に対して大幅な減封が行われた。
戊辰戦争によって幕府が崩壊すると、明治新政府は奥羽越列藩同盟に参加した諸侯等に対して処分を行った。仙台藩伊達家、米沢藩上杉家など21家は減封とされ、請西藩林家と会津藩松平家は城地を没収された。このうち会津藩主会津松平家については容保の子慶三郎（松平容大）にあらためて3万石が下賜された。このため、戊辰戦争に関わる新政府処分によって諸侯の身分を失ったのは請西藩林家ただ一家である。これらの諸侯は新たに華族の身分が与えられた。
明治2年6月17日（1869年7月25日）の版籍奉還により諸侯は領主としての地位を失い、行政官としての知藩事となった。ただし知藩事が死亡または隠居した際には血縁者が後継となり、実質的には世襲されていた。明治4年（1871年）7月2日、太政官札贋造事件で福岡藩知事黒田長知は免職され、後任の福岡藩知事に有栖川宮熾仁親王が就任した。その直後の7月14日には廃藩置県を迎え、知藩事は中央から任命される知事に代えられた。ただし、黒田家はこの処分によって華族の身分を喪失したわけではなく、罷免後も旧知藩事に対する家禄をそのまま受け取っていた。

## 関ヶ原の戦いで改易・減封された大名家
順番、石高等は特に出典表記のないものは『廃絶録』による。ここでは自刃は任意の自決を、切腹は処罰として定められたものをさして記した。斬首（その後に梟首ともなる）が一番重い刑罰である。「※」の付いたものは廃絶録にない人物。
| 大名         | 通称       | 年月     | 禄高            | 没収/減封された領地       | 陣営 | 処罰・その後                         |
| ------------ | ---------- | -------- | --------------- | ------------------------- | ---- | ------------------------------------ |
| 織田秀信     | 岐阜中納言 | 1600.8   | 13.5万石        | 美濃岐阜                  | 西軍 | 配流（高野山蟄居）                   |
| 宇喜多秀家   | 備前中納言 | 1600.9-  | 57.4万石        | 備前岡山                  | 西軍 | 配流（八丈島遠流）                   |
| 織田秀雄     | 大野宰相   | 1600.9-  | 5.0万石         | 越前大野                  | 西軍 | 除封、隠居                           |
| 丹羽長重     | 加賀守     | 1600.9-  | 12.5万石        | 加賀小松                  | 西軍 | 除封、後に再封（常陸古渡藩）         |
| 木下勝俊     | 少将       | 1600.9-  | 6.2万石         | 若狭小浜                  | 逃亡 | 除封、後に再封（足守藩）             |
| 立花宗茂     | 左近将監   | 1600.10  | 13.2万石        | 筑後柳河                  | 西軍 | 浪人、後に再封（棚倉藩）             |
| 小早川秀包   | 筑後守     | 1600.10  | 13万石          | 筑後久留米                | 西軍 | 除封、毛利本家に帰参（吉敷毛利家）   |
| 前田利政     | 能登守     | 1600.11  | 21.5万石        | 能登七尾→宗家へ編入       | 西軍 | 除封、隠居                           |
| 長宗我部盛親 | 宮内少輔   | 1600.11  | 22.2万石        | 土佐浦戸                  | 西軍 | 浪人、後に大坂の陣で斬首             |
| 小西行長     | 摂津守     | 1600.9-  | 20万石          | 肥後宇土                  | 西軍 | 斬首                                 |
| 増田長盛     | 右衛門尉   | 1600.9-  | 20万石          | 大和郡山                  | 西軍 | 配流（高野山蟄居）                   |
| 石田三成     | 治部少輔   | 1600.9-  | 19.4万石        | 近江佐和山                | 西軍 | 斬首                                 |
| 青木一矩     | 紀伊守     | 1600.10  | 20/8万石        | 越前北庄                  | 西軍 | 除封、前田利長に降伏                 |
| 小川祐忠     | 土佐守     | 1600.9-  | 7万石           | 伊予今治                  | 寝返 | 浪人、病死。子が再封（日田藩）とも。 |
| 太田一吉     | 飛騨守     | 1600.10  | 6.5万石         | 豊後臼杵                  | 西軍 | 浪人                                 |
| 瑤甫恵瓊     | 安国寺     | 1600.9-  | 6.0万石         | 伊予国内                  | 西軍 | 斬首                                 |
| 毛利勝信     | 壱岐守     | 1600.9-  | 6.0万石         | 豊前小倉                  | 西軍 | 配流（山内家預け）                   |
| 山口正弘     | 玄蕃允     | 1600.8   | 6.0万石         | 加賀大聖寺                | 西軍 | 自刃（落城）                         |
| 長束正家     | 大蔵大輔   | 1600.9-  | 5.0万石         | 近江水口                  | 西軍 | 切腹（捕縛）                         |
| 大谷吉継     | 刑部少輔   | 1600.9   | 5.0万石         | 越前敦賀                  | 西軍 | 自刃（戦場にて）                     |
| 丹羽長正     | 備中守     | 1600.9-  | 5.0万石         | 越前東郷                  | 西軍 | 浪人、後に豊臣家へ仕官               |
| 青山宗勝     | 修理亮     | 1600.9-  | 4.6万石         | 越前丸岡                  | 西軍 | 浪人                                 |
| 田丸直昌     | 中務大輔   | 1600.9-  | 4.5万石         | 美濃岩村                  | 西軍 | 配流（堀氏預け）、後に赦免           |
| 南条元忠     | 中務大輔   | 1600.9-  | 6.0/4万石       | 伯耆羽衣石                | 西軍 | 浪人、後に豊臣家へ仕官               |
| 真田昌幸     | 安房守     | 1600.12  | 3.8万石         | 信濃上田→沼田真田家へ編入 | 西軍 | 配流（高野山蟄居）                   |
| 小野木公郷   | 縫殿助     | 1600.10  | 4.0/3.1万石     | 丹波福知山                | 西軍 | 切腹                                 |
| 伊藤盛正     | 彦兵衛     | 1600.9-  | 3.0万石         | 美濃大垣                  | 西軍 | 浪人、後に前田家へ仕官               |
| 小野寺義道   | 遠江守     | 1600.9-  | 3.0万石         | 出羽横手                  | 西軍 | 配流（津和野・坂崎氏預け）           |
| 原勝胤       | 隠岐守     | 1600.9-  | 3.0万石         | 美濃太田山                | 西軍 | 自刃（後に梟首）                     |
| 新庄直頼     | 駿河守     | 1600.9-  | 3.0万石         | 摂津高槻                  | 西軍 | 配流（蒲生家預け、後に再封・麻生藩） |
| 石田正継     | 隠岐守     | 1600.9-  | 3.0万石         | 近江国内                  | 西軍 | 自刃（落城）                         |
| 島津豊久     | 中務大輔   | 1600.9   | 2.86万石        | 日向佐土原→宗家へ編入     | 西軍 | 戦死                                 |
| 堀内氏善     | 安房守     | 1600.9-  | 2.7万石         | 紀伊新宮                  | 西軍 | 除封・蟄居、後に肥後加藤家に仕官     |
| 木下頼継     | 山城守     | 1600.9   | 2.5万石         | 越前国内                  | 西軍 | 浪人、病死                           |
| 斎村政広     | 左兵衛佐   | 1600.10  | 2.2万石         | 但馬竹田                  | 西軍 | 切腹                                 |
| 氏家行広     | 内膳正     | 1600.9-  | 2.2万石         | 伊勢桑名                  | 西軍 | 浪人                                 |
| 岡本良勝     | 下野守     | 1600.9-  | 2.2万石         | 伊勢亀山                  | 西軍 | 切腹                                 |
| 木下利房     | 宮内少輔   | 1600.9-  | 3.0/2万石       | 若狭高浜                  | 西軍 | 除封、後に再封                       |
| 木下一元     | 美作守     | 1600.9-  | 2.0万石         | 不明                      | 西軍 | 除封                                 |
| 木下延重     | 周防守     | 1600.9-  | 2.0万石         | 播磨国内                  | 西軍 | 除封                                 |
| 荒木重堅     | 備中守     | 1600.9-  | 2.0万石         | 因幡若桜                  | 西軍 | 切腹                                 |
| 滝川雄利     | 下総守     | 1600.10  | 2.0万石         | 伊勢神戸                  | 西軍 | 除封、後に再封（片野藩）             |
| 垣見家純     | 和泉守     | 1600.9   | 2.0万石         | 豊後富来                  | 西軍 | 戦死（謀殺）                         |
| 福原長堯     | 右馬助     | 1599.12  | 2.0万石         | 豊後杵築（※前年に除封）   | 西軍 | 切腹                                 |
| 多賀秀種     | 出雲守     | 1600.9-  | 2.0万石         | 大和宇多                  | 西軍 | 浪人、堀家に居候                     |
| 丸毛兼利     | 三郎兵衛   | 1600.8   | 2.0万石         | 美濃福束                  | 西軍 | 浪人、逃亡後に前田家へ仕官           |
| 赤座直保     | 備後守     | 1600.9-  | 2.0万石         | 越前今庄                  | 寝返 | 浪人、前田家へ仕官                   |
| 杉若氏宗     | 主殿頭     | 1600.9-  | 1.9万石         | 紀伊田辺                  | 西軍 | 除封                                 |
| 筑紫広門     | 上野介     | 1600.10  | 1.8万石         | 筑後山下                  | 西軍 | 浪人、加藤家に居候                   |
| 高橋直次     | 主膳正     | 1600.10  | 1.8万石         | 筑後内山                  | 西軍 | 浪人、後に旗本に仕官                 |
| 横浜茂勝     | 民部少輔   | 1600.9-  | 1.7万石         | 播磨国内                  | 西軍 | 除封                                 |
| 寺田光吉     | 播磨守     | 1600.9-  | 1.5万石         | 大和国内                  | 西軍 | 除封                                 |
| 氏家行継     | 志摩守     | 1600.9-  | 1.5万石         | 近江国内                  | 西軍 | 除封、細川家に仕官                   |
| 熊谷直陳     | 内蔵允     | 1600.9   | 1.5万石         | 豊後安岐                  | 西軍 | 戦死（謀殺）                         |
| 石田正澄     | 木工頭     | 1600.9-  | 1.5万石         | 近江国内                  | 西軍 | 自刃（落城）                         |
| 宇多頼忠     | 下野守     | 1600.9-  | 1.3万石         | 大和国内                  | 西軍 | 自刃（落城）                         |
| 平塚為広     | 因幡守     | 1600.9   | 1.2万石         | 美濃垂井                  | 西軍 | 戦死                                 |
| 石川貞清     | 備前守     | 1600.9-  | 1.2万石         | 尾張犬山                  | 西軍 | 浪人、剃髪・茶人に                   |
| 石川頼明     | 掃部頭     | 1600.9-  | 1.2万石         | 播磨国内                  | 西軍 | 切腹（ただし梟首）                   |
| 石川貞通     | 備後守     | 1600.9-  | 1.2万石         | 山城国内                  | 西軍 | 配流（南部家預け）                   |
| 糟屋武則     | 内膳正     | 1600.9-  | 1.2万石         | 播磨加古川                | 西軍 | 浪人、後に旗本へ仕官                 |
| 池田秀氏     | 伊予守     | 1600.9-  | 2.0万石         | 伊予大洲                  | 西軍 | 配流（藤堂家預け、後に仕官）         |
| 奥山正之     | 雅楽助     | 1600.10  | 1.1万石         | 越前国内                  | 西軍 | 浪人、剃髪                           |
| 戸田勝成     | 武蔵守     | 1600.9   | 2.0/1万石       | 越前安居                  | 西軍 | 戦死                                 |
| 垣屋恒総     | 隠岐守     | 1600.9-  | 1.0万石         | 因幡浦住                  | 西軍 | 自刃（逃亡後）                       |
| 松浦秀任     | 伊予守     | 1600.9   | 1.0万石         | 伊勢井生                  | 西軍 | 戦死                                 |
| 赤松則英     | 上総介     | 1600.9-  | 1.0万石         | 阿波住吉                  | 西軍 | 自刃（逃亡後）                       |
| 寺西直次     | 備中守     | 1600.9-  | 1.0万石         | 近江・越前国内            | 西軍 | 浪人、前田家へ仕官                   |
| 上田重安     | 主水正     | 1600.9-  | 1.0万石         | 越前国内                  | 西軍 | 浪人、後に浅野家へ仕官               |
| 早川長政     | 主馬首     | 1600.9-  | 2.0万石/1万石   | 豊後府内                  | 西軍 | 浪人、後に大坂の陣に参加             |
| 岸田忠氏     | 伯耆守     | 1600.9-  | 1.0万石         | 大和岸田                  | 西軍 | 配流（南部家預け）                   |
| 木村由信     | 宗左衛門   | 1600.9-  | 1.0万石         | 美濃北方                  | 西軍 | 戦死（謀殺）                         |
| 高木盛兼     | 十郎左衛門 | 1600.8   | 1.0万石         | 美濃高須                  | 西軍 | 浪人、堀尾家へ仕官                   |
| 山崎定勝     | 右京進     | 1600.9-  | 1.0万石         | 伊勢竹原                  | 西軍 | 除封、後に豊臣家へ仕官               |
| 河尻秀長     | 肥前守     | 1600.9-  | 1.0万石         | 美濃苗木                  | 西軍 | 戦死                                 |
| 中江直澄     | 式部少輔   | 1600.9-  | 1.0万石         | 不明                      | 西軍 | 配流（伊達家預け）                   |
| 寺西是成     | 下野守     | 1600.9-  | 1.0万石         | 伊勢国内                  | 西軍 | 浪人、剃髪                           |
| 堅田元慶     | 兵部少輔   | 1600.9   | 1.0万石         | 安芸等の内                | 西軍 | 除封、毛利本家に帰参                 |
| 高田治忠     | 豊後守     | 1600.9-  | 1.0万石         | 丹波国内                  | 西軍 | 除封                                 |
| 三好房一     | 丹後守     | 1600.9   | 1.0万石         | 河内国内                  | 東軍 | 除封（理由不明）、後に旗本として任官 |
| 木村秀望     | 弥市右衛門 | 1600.9-  | 1.4万石/1万石   | 豊後国内                  | 西軍 | 浪人                                 |
| 毛利輝元     | 中納言     | 1600.10  | 108.5/100万石   | 安芸広島→36.9万石         | 西軍 | 減封・隠居、嫡男秀就が長州藩主       |
| 毛利秀元     | 甲斐守     | 1600.10  | 20万石          | 周防山口→長府5万石        | 西軍 | 減封、長府藩主                       |
| 吉川広家     | 蔵人頭     | 1600.10  | 14.2万石        | 出雲富田→岩国2.7万石      | 内応 | 減封、岩国領主                       |
| 上杉景勝     | 中納言     | 1601.8   | 120万石         | 陸奥会津→米沢30万石       | 西軍 | 減封、米沢藩主                       |
| 日根野吉明   | 丹後守     | 1602     | 2.8万石         | 信濃高島→下野壬生1.5万石  | 東軍 | 減封（幼少のため）、壬生藩主         |
| 多賀谷重経   | 修理大夫   | 1601.2   | 6.0万石         | 常陸下妻                  | 中立 | 浪人                                 |
| 山川朝信     | 民部少輔   | 1601     | 2.0万石         | 下野山川                  | 東軍 | 除封（東軍内通のため）               |
| 佐竹義宣     | 右京大夫   | 1602.5.8 | 54.57万石       | 常陸水戸→出羽等21.58万石  | 中立 | 減封、久保田藩主                     |
| 岩城貞隆     | 忠次郎     | 1601     | 12万石          | 陸奥磐城平                | 中立 | 除封、後に再封（信濃中村藩）         |
| 秋田実季     | 藤太郎     | 1602     | 19万石          | 出羽秋田→常陸宍戸5万石    | 東軍 | 減封（讒言により）、常陸宍戸藩主     |
| 佐藤方政※    | 才次郎     | 1600.8   | 2.0万石         | 美濃上有知                | 西軍 | 浪人、大坂の陣で戦死                 |
| 山口修弘※    | 右京亮     | 1600.8   | 1.3万石         | 加賀国内                  | 西軍 | 自刃（落城）                         |
| 青木俊矩※    | 右衛門佐   | 1600.10  | 2.0万石         | 越前国金剛院              | 西軍 | 除封                                 |
| 宮部長煕※    | 兵部少輔   | 1600.10  | 13.1万石        | 因幡鳥取                  | 西軍 | 配流（南部家預け）                   |
| 溝江長晴※    | 彦三郎     | 1600.9-  | 1.1（1.07）万石 | 越前金津                  | 西軍 | 浪人、井伊家へ仕官                   |
| 池田長政※    | 河内守     | 1600.9-  | 1.0万石         | 不明                      | 西軍 | 除封                                 |
| 服部正栄※    | 土佐守     | 1600.9-  | 1.0万石         | 近江国内                  | 西軍 | 浪人、後に豊臣家へ仕官               |
| 蒔田広定※    | 左衛門権佐 | 1600.9-  | 1.0万石         | 伊勢雲出→備中1万石        | 西軍 | 配流、後に安堵・再封（浅尾藩）       |
| 矢部定政※    | 豊後守     | 1600.9-  | 1.0万石         | 不明                      | 西軍 | 除封                                 |
| 宮城豊盛※    | 丹波守     | 1600.9-  | 1.0万石         | 摂津・豊後国内→5,000石    | 西軍 | 減封（通報の功で改易を免れ、旗本に） |
| 相馬義胤※    | 長門守     | 1600     | 6.0万石         | 陸奥中村                  | 中立 | 除封（※後に安堵・相馬中村藩）        |
| 日根野弘就※  | 治部法印   | 1600.10  | 1.6万石         | 三河国内                  | 中立 | 除封                                 |

## 江戸時代以降の改易

### 江戸時代に改易・減封された大名
順番は年代順。石高等は特に出典表記のないものは『廃絶録』による。「※」の付いたものは廃絶録にない人物。 
| 大名              | 領地             | 禄高      | 年代 | 改易理由                 | 対処・その後                                                   |
| ----------------- | ---------------- | --------- | ---- | ------------------------ | -------------------------------------------------------------- |
| ※木曾義利         | 下総阿知戸藩     | 1.0万石   | 1600 | 事件：上松義豊の殺害     | 関ヶ原の戦い以前だが、家康によって改易されている               |
| 小早川秀秋        | 備前岡山藩       | 51万石    | 1602 | 無嗣断絶                 | 死去                                                           |
| 武田信吉          | 常陸水戸藩       | 15万石    | 1603 | 無嗣断絶                 | 遺領は異母弟徳川頼将が相続                                     |
| 大島光義          | 美濃関藩         | 1.8万石   | 1604 | 所領分知                 | 遺領を分知したため大名格を失い旗本に                           |
| 堀鶴千代          | 越後蔵王堂藩     | 3.0万石   | 1606 | 無嗣断絶                 | 遺領は後見人堀直寄に還付                                       |
| 西尾吉次          | 武蔵原市藩       | 1.2万石   | 1606 | 無嗣断絶                 | 酒井重忠の子・西尾忠永を婿養子として相続                       |
| 松平忠吉          | 尾張清洲藩       | 52万石    | 1607 | 無嗣断絶                 | 遺領は異母弟徳川義利が相続。後に藩庁を名古屋に移転（尾張藩）   |
| 天野康景          | 駿河興国寺藩     | 1.0万石   | 1607 | 出奔：殺人犯引渡し拒否   | 子天野康宗が旗本として存続                                     |
| 稲葉通孝          | 豊後臼杵藩内分   | 1.4万石   | 1607 | 無嗣断絶                 | 内分遺領は兄稲葉典通に還付。子稲葉通照が旗本として存続         |
| 津田信成          | 山城御牧藩       | 1.3万石   | 1607 | 乱暴狼藉                 | 除封                                                           |
| 稲葉通重          | 美濃清水藩       | 1.2万石   | 1607 | 乱暴狼藉                 | 配流（常陸筑波）                                               |
| ※龍造寺高房       | 肥前佐賀藩       | 35.7万石  | 1607 | 無嗣断絶                 | 遺領と龍造寺氏の家督は鍋島勝茂が相続                           |
| 筒井定次          | 伊賀上野藩       | 20万石    | 1608 | 訴訟：家老の直訴         | 配流（鳥居忠政/藤堂高虎預け）後に豊臣方の疑いで切腹            |
| 前田茂勝          | 丹波八上藩       | 5.0万石   | 1608 | 乱心：家臣多数を殺害     | 配流（堀尾忠晴預け）弟前田正勝が旗本として存続                 |
| 中村一忠          | 伯耆米子藩       | 17.5万石  | 1609 | 無嗣断絶                 | 除封                                                           |
| 木下勝俊/木下利房 | 備中足守藩       | 2.5万石   | 1609 | 御家騒動                 | 浪人、勝俊は京都東山に隠棲、利房は功あって足守藩主に復帰       |
| 松平忠頼          | 遠江浜松藩       | 5.0万石   | 1609 | 事件：殺人被害           | 死去、子松平忠重は旗本を経て1622年に佐貫藩主等に復帰           |
| 水野忠胤          | 三河水野藩       | 1.0万石   | 1609 | 引責：松平忠頼殺害事件   | 切腹                                                           |
| 皆川広照          | 信濃飯山藩       | 4.0万石   | 1609 | 失脚：松平忠輝乱行非難   | 蟄居、後に赦免され常陸府中藩1万石に再封                        |
| 小笠原吉次        | 常陸笠間藩       | 3.0万石   | 1609 | 連座：私曲               | 配流、武蔵に隠棲                                               |
| ※桑山清晴         | 和泉谷川藩       | 1.0万石   | 1609 | 将軍の勘気               | 蟄居、旧領は父桑山元晴の養老料だったため、父に還付             |
| 堀忠俊            | 越後高田藩       | 30万石    | 1610 | 御家騒動：堀直清対堀直寄 | 配流（鳥居忠政預け）                                           |
| ※小川光氏         | 豊後日田藩       | 2.0万石   | 1610 | 無嗣断絶                 | 死去（※従来は幕領代官と見られていた）                          |
| 浅野長重          | 下野真岡藩       | 2.0万石   | 1611 | 他藩相続のため           | 真壁藩5万石を相続                                              |
| 金森長光          | 美濃上有知藩     | 2.0万石   | 1611 | 無嗣断絶                 | 死去、家老3人は旗本へ                                          |
| 平岩親吉          | 尾張犬山藩       | 12.3万石  | 1611 | 無嗣断絶                 | 死去、養嗣子早世                                               |
| 有馬晴信          | 肥前日野江藩     | 4.0万石   | 1612 | 事件：岡本大八事件       | 切腹、家康の恩赦で子有馬直純が相続                             |
| 松平忠清          | 三河吉田藩       | 3.0万石   | 1612 | 無嗣断絶                 | 急死、弟松平清昌は旗本として存続                               |
| 山口重政          | 常陸牛久藩       | 1.5万石   | 1613 | 公命違反                 | 配流（武蔵国）蟄居、1628年に牛久藩再興                         |
| 大久保忠佐        | 駿河沼津藩       | 2.0万石   | 1613 | 無嗣断絶                 | 死去                                                           |
| 里見忠重          | 上野板鼻藩       | 1.0万石   | 1613 | 勤務怠慢                 | 浪人、子孫は越後高田藩に仕える                                 |
| 石川康長          | 信濃松本藩       | 8万石     | 1613 | 連座：大久保長安事件     | 配流（毛利高政預け）                                           |
| 高橋元種          | 日向延岡藩       | 5.0万石   | 1613 | 連座：富田信高改易       | 配流（立花宗茂預け）                                           |
| 石川康勝          | 信濃奥仁科藩     | 1.5万石   | 1613 | 連座：石川康長改易       | 浪人、大坂夏の陣で戦死                                         |
| 富田信高          | 伊予宇和島藩     | 12万石    | 1613 | 訴訟                     | 配流（鳥居忠政預け）、次男は後に旗本                           |
| 浅野長晟          | 備中足守藩       | 2.5万石   | 1613 | 他藩相続のため           | 兄幸長の死により紀州藩を相続                                   |
| 大久保忠隣        | 相模小田原藩     | 5.5万石   | 1614 | 公命違反                 | 配流（井伊直孝預け）                                           |
| 佐野信吉          | 下野佐野藩       | 3.9万石   | 1614 | 連座：富田信高改易       | 配流（小笠原秀政預け）子久綱・公當は旗本として存続             |
| 里見忠義          | 安房館山藩       | 12万石    | 1614 | 公命違反                 | 転封、伯耆国倉吉藩3万石に移転                                  |
| 井伊直孝          | 上野白井藩       | 1.0万石   | 1615 | 他藩相続のため           | 幕命で兄直勝を安中藩に移して彦根藩を相続                       |
| 奥平信昌          | 美濃加納藩       | 5.0万石分 | 1615 | 所領収公：隠居料返納     | 死去により加納藩10万石中5万石の隠居料を返納                    |
| 豊臣秀頼          | 摂津大坂藩       | 65.74万石 | 1615 | 豊臣家滅亡・大坂の陣     | 自刃                                                           |
| 古田重然          | 不明             | 1.0万石   | 1615 | 豊臣方加担が発覚         | 切腹                                                           |
| 池田忠雄          | 淡路洲本藩       | 6.3万石   | 1615 | 他藩相続のため           | 兄忠継が急死したため、備前岡山藩を相続                         |
| 織田信重          | 伊勢林藩         | 1.0万石   | 1615 | 御家騒動                 | 除封                                                           |
| 福島高晴          | 大和宇陀松山藩   | 3.0万石   | 1615 | 豊臣方密通を家臣が密告   | 浪人、伊勢山田に蟄居                                           |
| 大須賀忠次        | 遠江横須賀藩     | 6.0万石   | 1615 | 他藩相続のため           | 叔父榊原康勝の死去により館林藩11万石を相続                     |
| 松平忠輝          | 越後高田藩       | 45万石    | 1616 | 将軍の勘気               | 配流（九鬼守隆、金森重頼、諏訪頼水預け）                       |
| 藤田信吉          | 下野西方藩       | 1.5万石   | 1616 | 無嗣断絶                 | 死の経緯は諸説あり                                             |
| 大久保忠為        | 美濃大垣新田藩   | 1.0万石   | 1616 | 不明                     | 死去                                                           |
| 坂崎直盛          | 石見津和野藩     | 4.0万石   | 1617 | 事件：千姫事件           | 自害（家臣に殺されたとも）                                     |
| 池田利隆          | 播磨姫路藩       | 39万石    | 1617 | 所領収公：嫡男光政幼少   | 鳥取藩22万石へ移封                                             |
| 本多正重          | 下総舟戸藩       | 1.0万石   | 1617 | 所領収公                 | 死去、2,000石を収公されて大名格を失う                          |
| 松平定行          | 遠江掛川藩       | 3.0万石   | 1617 | 所領収公：本家の加増     | 父松平定勝が桑名藩に移ったため掛川を返納                       |
| 伊奈忠政          | 武蔵小室藩       | 1.3万石   | 1618 | 所領収公：嫡男熊蔵幼少   | 熊蔵は小室2,800石に減封、大名格を失う                          |
| 村上忠勝          | 越後村上藩       | 9万石     | 1618 | 御家騒動                 | 配流（松平康重預け）                                           |
| 近藤政成          | 信濃近藤藩       | 1.0万石   | 1618 | 所領収公：嫡男重直幼少   | 重直は5,000石に減封、残りは伯父堀親良に付与                    |
| 関一政            | 伯耆黒坂藩       | 5.0万石   | 1618 | 御家騒動                 | 養子関氏盛は旗本として存続                                     |
| 福島正則          | 安芸広島藩       | 49.82万石 | 1619 | 幕法違反：城の無断修理   | 高井野藩4.5万石へ減封                                          |
| 土岐定義          | 摂津高槻藩       | 2.0万石   | 1619 | 所領収公：嫡男頼行幼少   | 死去、頼行は守谷藩1万石へ減封                                  |
| ※伊奈忠勝         | 武蔵小室藩       | 1.3万石   | 1619 | 無嗣断絶                 | 早世、弟伊奈忠隆は旗本として存続                               |
| 市橋長勝          | 越後三条藩       | 4.13万石  | 1620 | 所領収公：養嗣子長政幼少 | 死去、甥長政は仁正寺藩2万石へ減封                              |
| 田中忠政          | 筑後柳河藩       | 32.5万石  | 1620 | 無嗣断絶                 | 死去、兄田中吉興が近江・三河・上野で併せて2万石で再封          |
| 由良貞繁          | 常陸牛久藩       | 1.0万石   | 1621 | 無嗣断絶                 | 死去、弟由良忠繁は1,000石与えられ旗本として存続                |
| 最上義俊          | 出羽山形藩       | 57万石    | 1622 | 御家騒動：最上騒動       | 若年により恩赦、大森藩1万石へ減封                              |
| 織田長益          | 大和国内         | 1.0万石   | 1622 | 所領収公：隠居料返納     | 死去                                                           |
| 本多正純          | 下野宇都宮藩     | 15.5万石  | 1622 | 将軍の勘気：釣天井事件   | 配流（佐竹義宣預け）孫本多正之は旗本として存続                 |
| 本多正勝          | 下野小山藩       | 1.0万石   | 1622 | 連座：本多正純改易       | 配流（佐竹義宣預け）後に食録1,000石を付与される                |
| 成田泰之          | 下野烏山藩       | 2.0万石   | 1622 | 無嗣断絶                 | 甥成田房長に跡を継がせることを希望したが許されず               |
| 松平忠直          | 越前福井藩       | 67万石    | 1623 | 将軍の勘気：不行跡       | 配流（竹中重義預け）弟忠昌が相続、子光長は高田藩に             |
| 西尾嘉教          | 美濃揖斐藩       | 2.5万石   | 1623 | 無嗣断絶                 | 死去、弟西尾氏教は旗本して存続                                 |
| 田中吉官          | 近江三河内       | 2.0万石   | 1623 | 連座：組中の罪           | 浪人、後に恩赦されて2,000石で旗本に                            |
| 青山忠俊          | 上総大多喜藩     | 4.5万石   | 1623 | 将軍の勘気               | 蟄居、後に食禄1,000石を賜る。子宗俊は1648年に再封              |
| 内藤清政          | 安房勝山藩       | 3.0万石   | 1623 | 無嗣断絶                 | 死去、1626年に甥内藤正勝が2万石で再封                          |
| 本多紀貞          | 上野白井藩       | 1.0万石   | 1624 | 無嗣断絶                 | 死去                                                           |
| 福島正則          | 信濃高井野藩     | 4.5万石   | 1624 | 幕法違反：無断火葬       | 死去、子正利3千石・孫正勝2千石で旗本として存続                 |
| 高台院            | 河内国内         | 1.6万石   | 1624 | 所領収公                 | 死去、木下利次に3,000石を付与                                  |
| 仁賀保挙誠        | 出羽仁賀保藩     | 1.0万石   | 1625 | 所領分知                 | 死去、長男7千石・次男2千石・三男千石に分知し、大名格失う       |
| ※滝川正利         | 常陸片野藩       | 2.0万石   | 1625 | 所領収公：病弱無嗣       | 自主的に所領返上、養嗣子滝川利貞は旗本に                       |
| 根津信直          | 上野豊岡藩       | 1.0万石   | 1626 | 無嗣断絶                 | 死去                                                           |
| 本多忠刻          | 播磨姫路新田藩   | 10万石    | 1626 | 無嗣断絶                 | 死去、弟本多政朝が継ぐ                                         |
| 松平重忠          | 遠江横須賀藩     | 4.0万石   | 1626 | 無嗣断絶                 | 死去、松平重直が婿養子となって3万石で継ぐ                      |
| 蒲生忠郷          | 陸奥会津藩       | 60万石    | 1627 | 無嗣断絶                 | 死去、弟蒲生忠知が継いで伊予松山藩20万石に減封                 |
| 蒲生忠知          | 出羽上山藩       | 4.0万石   | 1627 | 他藩相続のため           | 伊予松山藩主になった                                           |
| 松下重綱          | 陸奥二本松藩     | 5.0万石   | 1628 | 所領収公：嫡男長綱幼少   | 死去、長綱は三春藩3万石に減封                                  |
| 徳永昌重          | 美濃高須藩       | 5.07万石  | 1628 | 勤務怠慢：遅延           | 配流（酒井忠勝、戸沢政盛預け）                                 |
| 別所吉治          | 但馬八木藩       | 1.5万石   | 1628 | 勤務怠慢：仮病           | 浪人、子別所守治が赦免され旗本                                 |
| 内藤正勝          | 安房勝山藩       | 2.0万石   | 1629 | 所領収公：嫡男重頼幼少   | 死去、子重頼は5,000石で旗本として存続                          |
| 桑山貞晴          | 大和御所藩       | 2.63万石  | 1629 | 無嗣断絶                 | 死去、弟桑山栄晴は3,000石で旗本として存続                      |
| 近藤秀用          | 遠江井伊谷藩     | 1.07万石  | 1631 | 所領分知                 | 死去、孫貞用5,550石・三男用将5千石に分知し、大名格を失う       |
| 酒井直次          | 出羽左沢藩       | 1.2万石   | 1631 | 無嗣断絶                 | 死去                                                           |
| 織田長則          | 美濃野村藩       | 1.0万石   | 1631 | 無嗣断絶                 | 死去                                                           |
| 三浦重勝          | 下総三浦藩       | 3.3万石   | 1631 | 無嗣断絶                 | 死去                                                           |
| ※池田政綱         | 播磨赤穂藩       | 3.5万石   | 1631 | 無嗣断絶                 | 死去、弟池田輝興が継ぐ                                         |
| 脇坂安信          | 美濃脇坂藩       | 1.0万石   | 1632 | 事件：刃傷被害           | 浪人                                                           |
| 加藤忠広          | 肥後熊本藩       | 52万石    | 1632 | 不明                     | 配流（酒井忠勝預け）出羽丸岡藩1万石に減封                      |
| 最上義俊          | 出羽大森藩       | 1.0万石   | 1632 | 無嗣断絶                 | 死去、弟最上義智は5,000石で旗本として存続                      |
| 徳川忠長          | 駿河府中藩       | 55万石    | 1632 | 将軍の勘気：不行跡       | 配流（安藤重長預け）・自害                                     |
| 鳥居忠房          | 甲斐谷村藩       | 3.8万石   | 1632 | 連座：徳川忠長改易       | 配流（鳥居忠恒預け）                                           |
| 朝倉宣正          | 遠江掛川藩       | 2.5万石   | 1632 | 連座：徳川忠長改易       | 配流（松平清匡預け）                                           |
| 長谷川守知        | 美濃長谷川藩     | 1.0万石   | 1632 | 所領分知                 | 死去、嫡男正尚に千石・三男守勝3千石に分知。大名格喪失          |
| 酒井重澄          | 下総生実藩       | 2.5万石   | 1633 | 将軍の勘気：不敬         | 配流（水野勝成預け）後に自害、子重知は旗本として存続           |
| 堀尾忠晴          | 出雲松江藩       | 24万石    | 1633 | 無嗣断絶                 | 死去                                                           |
| 竹中重義          | 豊後府内藩       | 2.0万石   | 1634 | 事件：密貿易             | 切腹                                                           |
| 蒲生忠知          | 伊予松山藩       | 20万石    | 1634 | 無嗣断絶                 | 死去                                                           |
| 高木正成          | 安房・上総内     | 1.0万石   | 1635 | 所領収公                 | 死去、3,000石減知                                              |
| 菅沼右京          | 美濃加納藩       | 10万石    | 1635 | 無嗣断絶                 | 早世（4歳）                                                    |
| 鳥居忠恒          | 出羽山形藩       | 24万石    | 1636 | 無嗣断絶                 | 死去、弟鳥居忠春は高遠藩3万石に入封                            |
| 京極忠高          | 出雲松江藩       | 24.4万石  | 1637 | 無嗣断絶                 | 死去、先祖の功績で恩赦、甥京極高和が龍野藩6万石に減封          |
| 本多政武          | 大和高取藩       | 2.5万石   | 1637 | 無嗣断絶                 | 死去                                                           |
| 松倉勝家          | 肥前島原藩       | 6万石     | 1638 | 引責：島原の乱           | 斬首、養子の弟松倉重利も配流（生駒正俊預け）                   |
| 寺沢堅高          | 肥前唐津藩       | 12.3万石  | 1638 | 引責：キリシタン蜂起     | 減知4万石                                                      |
| 片桐孝利          | 大和竜田藩       | 4.5万石   | 1638 | 無嗣断絶                 | 弟片桐為元を末期養子として1万石に減封                          |
| 真田熊之助        | 上野沼田藩       | 3.0万石   | 1638 | 無嗣断絶                 | 早世（7歳） 本家真田信之に還付                                 |
| 佐久間三五郎      | 信濃飯山藩       | 3.0万石   | 1638 | 無嗣断絶                 | 早世（9歳）                                                    |
| 成瀬之虎          | 下総栗原藩       | 1.5万石   | 1638 | 無嗣断絶                 | 早世（5歳）                                                    |
| 本多犬千代        | 下野榎本藩       | 2.8万石   | 1640 | 無嗣断絶                 | 早世（5歳）                                                    |
| 池田輝澄          | 播磨山崎藩       | 6.5万石   | 1640 | 御家騒動：脱藩           | 蟄居、甥池田光仲預けで鳥取藩内鹿野で堪忍料1万石                |
| 生駒高俊          | 讃岐高松藩       | 17.3万石  | 1640 | 御家騒動：生駒騒動       | 配流・出羽矢島藩1万石に減封                                    |
| 三枝守昌          | 安房三枝藩       | 1.0万石   | 1640 | 所領分知                 | 死去、嫡男守全7千石・次男諏訪頼増3千石の分知で大名格を失う     |
| 池田長常          | 備中松山藩       | 6.5万石   | 1641 | 無嗣断絶                 | 死去、弟池田長信は1,000石旗本として存続                        |
| 堀直定            | 越後村上藩       | 10万石    | 1642 | 無嗣断絶                 | 早世（7歳）                                                    |
| 那須資重          | 下野那須藩       | 1.7万石   | 1643 | 無嗣断絶                 | 死去、末期養子許されず。父那須資景が旗本として存続             |
| 加藤明成          | 陸奥会津藩       | 40万石    | 1643 | 御家騒動：会津騒動       | 配流、嫡男加藤明友に堪忍料・石見吉永藩1万石                    |
| 加藤明利          | 陸奥二本松藩     | 3.0万石   | 1643 | 乱心                     | 先年死去（1641年）この年に子加藤明勝は3,000石で旗本に          |
| 一柳直家          | 伊予川之江藩     | 2.86万石  | 1644 | 無嗣断絶                 | 婿養子直次を後継とする届け出を怠る。直次は小野藩主に           |
| 松下長綱          | 陸奥三春藩       | 3.0万石   | 1644 | 乱心                     | 配流（山内忠義預け）子松下長光は旗本として存続                 |
| 松平清道          | 播磨姫路新田藩   | 3.0万石   | 1644 | 無嗣断絶                 | 早世（11歳）                                                   |
| 池田輝興          | 播磨赤穂藩       | 3.5万石   | 1645 | 乱心：妻女を殺傷         | 配流（池田光政預け）子池田政種は3,000石で旗本に                |
| 杉原重長          | 但馬豊岡藩       | 2.74万石  | 1645 | 無嗣断絶                 | 前年死去、末期養子を不許可だったが、外孫重玄が1万石で再封      |
| 皆川成郷          | 常陸府中藩       | 1.9万石   | 1645 | 無嗣断絶                 | 死去、弟皆川秀隆は5,000石で旗本に                              |
| 柳生宗矩          | 大和柳生藩       | 1.25万石  | 1646 | 所領分知                 | 死去、嫡男三厳8,500石・次男宗冬4,000石に分知して、大名格失う   |
| 寺沢堅高          | 肥前唐津藩       | 8.3万石   | 1647 | 無嗣断絶                 | 酒狂いで自害                                                   |
| 松平忠憲          | 信濃小諸藩       | 4.5万石   | 1648 | 無嗣断絶                 | 前年死去、この年に弟松平康尚が那須藩1万石に再封                |
| 菅沼定昭          | 丹波亀山藩       | 3.8万石   | 1648 | 無嗣断絶                 | 前年死去、この年に弟定実7,000石・定賞3,000石で旗本として存続   |
| 古田重恒          | 石見浜田藩       | 5.5万石   | 1648 | 無嗣断絶                 | 横死                                                           |
| ※真田信重         | 信濃埴科藩       | 1.7万石   | 1648 | 無嗣断絶                 | 死去、所領は父真田信之に還付                                   |
| 稲葉紀通          | 丹波福知山藩     | 4.5万石   | 1649 | 苛政：住民殺害           | 謀反の噂があって前年自殺、この年に詮議（病のためとされた）     |
| 織田信勝          | 丹波柏原藩       | 3.4万石   | 1650 | 無嗣断絶                 | 死去、叔父織田信当は旗本として存続                             |
| 本多勝行          | 大和国内         | 4万石     | 1650 | 無嗣断絶                 | 早世（12歳）父政勝に遺領還付                                   |
| 内藤信広          | 上総・安房内     | 1.5万石   | 1650 | 連座：キリシタン家臣死刑 | 前年死去、減知7千石、嫡男信光5,000石、ニ男三男四男に各千石分知 |
| 松平定政          | 三河刈谷藩       | 2.0万石   | 1651 | 事件：幕閣の批判         | 永蟄居（兄松平定行預け）子定知らは旗本として存続               |
| 平岡頼資          | 美濃徳野藩       | 1.0万石   | 1653 | 御家騒動：廃嫡           | 死去、子平岡頼重が旗本として存続                               |
| 杉原重玄          | 但馬豊岡藩       | 1.0万石   | 1653 | 無嗣断絶                 | 早世（17歳）大叔父杉原義正は旗本として存続                     |
| ※加藤忠広         | 出羽丸岡藩       | 1.0万石   | 1653 | 無嗣断絶                 | 死去                                                           |
| ※宮城豊嗣         | 但馬清富藩       | 1.3万石   | 1653 | 無嗣断絶                 | 死去                                                           |
| 片桐為次          | 大和竜田藩       | 1.0万石   | 1655 | 無嗣断絶                 | 早世（14歳）弟且昭は3,000石で旗本に                            |
| 日根野吉明        | 豊後府内藩       | 2.0万石   | 1656 | 無嗣断絶                 | 死去、御家騒動があって末期養子の願いを取り下げた               |
| 山崎治頼          | 讃岐丸亀藩       | 4.5万石   | 1657 | 無嗣断絶                 | 早世（7歳）叔父山崎豊治に5千石付与し存続、後に交代寄合         |
| 北条氏重          | 遠江掛川藩       | 3.0万石   | 1658 | 無嗣断絶                 | 落馬死。義兄北条繁広は旗本として存続                           |
| 生駒高俊          | 出羽矢島藩       | 1.0万石   | 1659 | 所領分知                 | 死去。長男高清8千石・次男俊明2千石に分知。大名格喪失           |
| 堀田正信          | 下総佐倉藩       | 10万石    | 1660 | 事件：幕閣の批判         | 配流（弟脇坂安政→酒井忠直→蜂須賀綱通預け）                     |
| 上杉綱勝          | 出羽米沢藩       | 30万石    | 1664 | 無嗣断絶                 | 死去。外甥上杉綱憲を末期養子として15万石に減知                 |
| 松平重利          | 下野皆川藩       | 1.05万石  | 1665 | 無嗣断絶                 | 早世（7歳）                                                    |
| 一柳直興          | 伊予西条藩       | 2.5万石   | 1665 | 勤務怠慢/失政            | 配流（前田綱紀預け）                                           |
| 池田政直          | 播磨福本藩       | 1.0万石   | 1665 | 所領分知                 | 死去。弟政武7,000石・政済3,000石分知                           |
| 京極高国          | 丹後宮津藩       | 7.82万石  | 1666 | 訴訟/御家騒動            | 配流（南部重信預け）子達も配流                                 |
| 水野元知          | 上野安中藩       | 2.0万石   | 1667 | 乱心：妻女を殺傷         | 配流（水野忠職預け）子水野元朝は旗本として存続                 |
| 高力隆長          | 肥前島原藩       | 3.7万石   | 1668 | 失政                     | 配流（伊達綱村預け）子高力忠弘は旗本として存続                 |
| 奥平忠昌          | 下野宇都宮藩     | 11万石    | 1668 | 幕法違反：家臣に殉死者   | 死去。減知2万石                                                |
| 酒井忠解          | 出羽大山藩       | 1.0万石   | 1668 | 無嗣断絶                 | 死去。末期養子は不許可。遺領は鶴岡藩に還付                     |
| 池田邦照          | 播磨新宮藩       | 1.0万石   | 1670 | 無嗣断絶                 | 早世（13歳）弟池田重教は3千石で旗本として存続                  |
| 伊達宗勝          | 陸奥一関藩       | 3.0万石   | 1671 | 御家騒動：伊達騒動       | 配流（山内豊昌預け）子宗興も配流（小笠原忠雄預け）             |
| 土井利久          | 下総古河藩       | 10万石    | 1675 | 無嗣断絶                 | 早世（10歳）叔父土井利益を7万石で再封                          |
| 土井利益          | 常陸・下総内     | 1.0万石   | 1675 | 他藩相続のため           | 古河藩を相続                                                   |
| 新庄直矩          | 常陸麻生藩       | 2.3万石   | 1676 | 無嗣断絶                 | 早世（17歳）末期養子は不許可で、父直好を1万石で再封            |
| 黒田長寛          | 筑前直方藩       | 4.0万石   | 1677 | 他藩相続のため           | 福岡藩を相続して支藩解消                                       |
| 土井利直          | 下総大輪藩       | 1.0万石   | 1677 | 無嗣断絶                 | 死去。末期養子が不許可で減知5,000石。養子土井利良は旗本で存続  |
| 池田恒行          | 播磨山崎藩       | 3.0万石   | 1678 | 無嗣断絶                 | 早世                                                           |
| 土屋直樹          | 上総久留里藩     | 2.0万石   | 1679 | 乱心                     | 所領収公。子逵直は3,000石で旗本として存続                      |
| 戸川安風          | 備中庭瀬藩       | 2.0万石   | 1679 | 無嗣断絶                 | 早世（9歳）弟戸川達富は5,000石で旗本として存続                 |
| 堀通周            | 常陸玉取藩       | 1.2万石   | 1679 | 乱心                     | 所領収公。弟堀利雄を養子として3,000石で旗本として存続          |
| 永井尚長          | 丹後宮津藩       | 7.36万石  | 1680 | 事件：刃傷被害           | 死亡。弟永井直円が大和新庄藩1万石で再封                        |
| 内藤忠勝          | 志摩鳥羽藩       | 3.5万石   | 1680 | 事件：刃傷沙汰           | 切腹                                                           |
| 加賀爪直清        | 武蔵高坂藩       | 1.0万石   | 1681 | 不正：領地改             | 配流（山内豊昌預け）→閉門（兄石川総良預け）                    |
| 酒井忠明          | 上野伊勢崎藩     | 2.0万石   | 1681 | 他藩相続のため           | 厩橋藩を相続                                                   |
| 松平光長          | 越後高田藩       | 26万石    | 1681 | 御家騒動：越後騒動       | 配流（松平定直預け）→1687年赦免、堪忍料3万石                   |
| 真田信利          | 上野沼田藩       | 3.0万石   | 1681 | 勤務怠慢                 | 配流（奥平昌章預け）                                           |
| 酒井忠能          | 駿河田中藩       | 4.0万石   | 1681 | 将軍の勘気               | 逼塞→配流（井伊直興預け）後に赦免され旗本                      |
| 松平直矩          | 播磨姫路藩       | 15万石    | 1682 | 連座：松平光長改易       | 閉門→所領収公：減知7万石、日田藩に再封                         |
| 松平近栄          | 出雲広瀬藩       | 3.0万石   | 1682 | 連座：松平光長改易       | 閉門→所領収公：減知2万石                                       |
| 板倉重通          | 武蔵岩槻藩       | 6.0万石   | 1682 | 失脚                     | 所領収公：減知1万石、坂木藩に転封                              |
| 本多政利          | 播磨明石藩       | 6.0万石   | 1682 | 苛政                     | 所領収公、岩瀬藩1万石に再封                                    |
| 本多利長          | 遠江横須賀藩     | 5.0万石   | 1682 | 失政                     | 所領収公、村山藩1万石に再封                                    |
| 桑山一尹          | 大和新庄藩       | 1.1万石   | 1682 | 不敬                     | 閉門（弟一慶・一矩預け）                                       |
| 稲葉正往          | 摂津・河内内     | 3.0万石   | 1683 | 他藩相続のため           | 小田原藩を相続                                                 |
| 徳川徳松          | 上野館林藩       | 25万石    | 1683 | 無嗣廃絶                 | 夭折                                                           |
| 土方雄隆          | 陸奥窪田藩       | 1.8万石   | 1684 | 御家騒動                 | 配流（榊原政邦預け）別の弟雄賀は旗本として存続                 |
| 有馬豊範          | 筑後松崎藩       | 1.0万石   | 1684 | 連座：土方雄隆改易       | 閉門（有馬頼元預け）所領は久留米藩に還付                       |
| 稲葉正休          | 美濃青野藩       | 1.2万石   | 1684 | 事件：大老暗殺           | 死去                                                           |
| 松平重治          | 上総佐貫藩       | 1.5万石   | 1684 | 勤務怠慢                 | 配流（保科正容預け）子勝秀は旗本として存続                     |
| 松平綱昌          | 越前福井藩       | 52.52万石 | 1686 | 乱心：家臣殺害           | 蟄居（江戸鳥越の福井藩邸）前藩主昌明が25万石に減封で再任       |
| 溝口政親          | 越後沢海藩       | 1.0万石   | 1687 | 乱心：酒乱               | 配流（兄加藤明英預け）                                         |
| 那須資徳          | 下野烏山藩       | 2.0万石   | 1687 | 幕法違反                 | 配流（津軽信政預け）1698年に恩赦。1,000石で旗本に。            |
| 佐久間勝親        | 信濃長沼藩       | 1万石     | 1688 | 将軍の勘気               | 閉塞（丹羽長次預け）                                           |
| 大久保忠増        | 上総・常陸内     | 1.0万石   | 1688 | 昇進：若年寄就任         | 所領収公、後に小田原藩を相続                                   |
| 堀田正英          | 常陸北条藩       | 1.3万石   | 1688 | 所領収公                 | 死去。二男正矩3,000石・三男正章2,000石で旗本になった           |
| 喜多見重政        | 武蔵喜多見藩     | 2.0万石   | 1689 | 勤務怠慢                 | 配流（松平定重預け）                                           |
| 坂本重治          | 相模深見藩       | 1.0万石   | 1689 | 勤務怠慢                 | 逼塞→減知7,800石                                               |
| 本多忠周          | 陸奥白河藩       | 1.0万石   | 1689 | 勤務怠慢                 | 逼塞→減知3,000石                                               |
| 山内豊明          | 土佐中村藩       | 3.0万石   | 1689 | 将軍の勘気               | 配流（青山忠重預け）所領は土佐藩に還付。1692年に恩赦。         |
| 鳥居忠則          | 信濃高遠藩       | 3.0万石   | 1689 | 引責：のぞき             | 閉門→自害。嫡男忠英は能登下村藩1万石に再封                     |
| 遠藤常久          | 美濃八幡藩       | 2.4万石   | 1692 | 無嗣廃絶                 | 早世（7歳）遠藤胤親を末期養子として上総常陸内に1万石で再封     |
| 松平忠弘          | 陸奥白河藩       | 15万石    | 1692 | 御家騒動：白河騒動       | 蟄居→減知5万石で山形藩に再封                                   |
| 本多政利          | 陸奥大久保藩     | 1.0万石   | 1693 | 事件：殺人               | 配流（酒井忠真・水野忠之預け）→押込置                          |
| 水谷勝美          | 備中松山藩       | 5.0万石   | 1693 | 無嗣断絶                 | 死去。養嗣子も1ヶ月後に死去。弟勝時は旗本として存続            |
| 堀田正虎          | 下野大宮藩       | 2.0万石   | 1694 | 他藩相続のため           | 福島藩を相続                                                   |
| 織田信武          | 大和宇陀松山藩   | 2.8万石   | 1695 | 乱心：家臣殺害           | 自害。嫡男織田信休を2万石に減封                                |
| 本多重益          | 越前丸岡藩       | 4.3万石   | 1695 | 失政                     | 配流（池田仲澄預け）後に旗本                                   |
| 西郷寿員          | 下野上田藩       | 1.0万石   | 1695 | 勤務怠慢                 | 減知5,000石                                                    |
| 小出重興          | 和泉陶器藩       | 1.3万石   | 1696 | 無嗣断絶                 | 死去。弟重昌を末期養子としたがこれも死去した                   |
| 森長武            | 美作津山新田藩   | 2.0万石   | 1696 | 所領収公                 | 死去。末期養子の弟森長基が乱心し、支藩解消                     |
| 小出英及          | 但馬出石藩       | 4.5万石   | 1696 | 無嗣断絶                 | 早世（3歳）                                                    |
| 森長成            | 美作津山藩       | 18.6万石  | 1697 | 無嗣断絶                 | 前年死去。末期養子衆利が乱心。父長継を西江原藩2万石に再封      |
| 水野勝岑          | 備後福山藩       | 10.1万石  | 1698 | 無嗣断絶                 | 早世（2歳）親戚水野勝長が継ぎ、西谷藩1万石に再封               |
| 小笠原長胤        | 豊前中津藩       | 8.0万石   | 1698 | 苛政                     | 閉門（小笠原忠雄預け）弟長円を4万石で減封                      |
| 伊丹勝守          | 甲斐徳美藩       | 1.0万石   | 1698 | 乱心                     | 自害。所領収公                                                 |
| 戸田忠真          | 不明             | 1.0万石   | 1698 | 昇進：寺社奉行就任       | 所領収公                                                       |
| 伊達村和          | 陸奥中津山藩     | 3.0万石   | 1699 | 事件：土器町事件         | 逼塞（伊達綱村預け）従者2名死罪。所領は仙台藩に還付            |
| 浅野長矩          | 播磨赤穂藩       | 5.0万石   | 1701 | 事件：赤穂事件           | 切腹。相続は許されず、弟長広は旗本として存続                   |
| 丹羽氏音          | 美濃岩村藩       | 1.9万石   | 1702 | 訴訟/失政                | 閉門。高柳藩に減封                                             |
| 松平忠充          | 伊勢長島藩       | 1.0万石   | 1702 | 乱心※                    | 幽閉。嫡男康顕5千石・二男尚慶に1千石を分知して旗本に           |
| 松平近憲          | 出雲松江新田藩   | 1.0万石   | 1704 | 他藩相続のため           | 松江藩を相続。                                                 |
| 阿部正喬          | 武蔵・相模内     | 1.0万石   | 1704 | 他藩相続のため           | 忍藩を相続。                                                   |
| 松平頼職          | 越前高森藩       | 3.0万石   | 1705 | 他藩相続のため           | 紀州藩を相続するが急死。所領収公                               |
| 松平頼方          | 越前葛野藩       | 3.0万石   | 1705 | 他藩相続のため           | 紀州藩を相続。所領収公                                         |
| 井伊直朝          | 遠江掛川藩       | 3.5万石   | 1705 | 乱心/幕法違反            | 強制隠居・減知1.5万石。分家直矩を養嗣子として与板藩に再封      |
| 前田利昌          | 加賀大聖寺新田藩 | 1万石     | 1709 | 事件：織田秀親を殺害     | 切腹。遺領は大聖寺藩に還付                                     |
| 本多忠孝          | 播磨姫路藩       | 15万石    | 1709 | 無嗣断絶                 | 早世（13歳）分家本多忠良が末期養子となり村上藩5万石に再封      |
| 松平宗胡          | 越前高森藩       | 2.0万石   | 1711 | 無嗣断絶                 | 早世（8歳）                                                    |
| 屋代忠位          | 安房北条藩       | 1.0万石   | 1712 | 失政：万石騒動           | 逼塞・所領没収                                                 |
| 毛利元次          | 周防徳山藩       | 4.5万石   | 1716 | 訴訟：前年の万役山事件   | 配流（戸沢正庸預け）所領は萩藩に還付                           |
| 小笠原長邕        | 豊前中津藩       | 4.0万石   | 1716 | 無嗣断絶                 | 早世（6歳）弟長興が安志藩1万石で立藩                           |
| 毛利元矩          | 長門長府藩       | 5.0万石※  | 1718 | 無嗣断絶                 | 早世（15歳）親戚匡広が3.8万石で再封                            |
| 浅野長経          | 安芸三次藩       | 5.0万石   | 1719 | 無嗣断絶                 | 早世（13歳）弟長寔が再封                                       |
| 黒田長清          | 筑前直方藩       | 5.0万石   | 1720 | 無嗣断絶                 | 子継高は福岡藩をすでに相続していたため遺領を還付して支藩解消   |
| 浅野長寔          | 安芸三次藩       | 5.0万石   | 1720 | 無嗣断絶                 | 早世（10歳）遺領は広島藩に還付                                 |
| 松平宗昌          | 越前松岡藩       | 5.0万石   | 1721 | 他藩相続のため           | 弟松平吉邦の死去により福井藩30万石を相続                       |
| 本多忠村          | 大和郡山藩       | 12万石    | 1722 | 無嗣断絶                 | 早世（11歳）弟忠烈が5万石で再封                                |
| 本多忠烈          | 大和郡山藩       | 5.0万石   | 1723 | 無嗣断絶                 | 早世（8歳※）                                                   |
| 内田正偏          | 下野鹿沼藩       | 1.3万石   | 1724 | 乱心：妻に斬りかかる     | 強制隠居・蟄居・減知3,000石、嫡男正親は小見川藩に移封          |
| 蜂須賀宗員        | 阿波富田藩       | 5.0万石   | 1725 | 他藩相続のため           | 兄の死去で、実父蜂須賀綱矩のもとに戻り支藩解消                 |
| 水野忠恒          | 信濃松本藩       | 7万石     | 1725 | 事件：刃傷沙汰           | 配流（秋元喬房預け）蟄居（叔父水野忠穀預け）                   |
| 京極高寛          | 但馬豊岡藩       | 3.5万石   | 1726 | 無嗣断絶                 | 早世（10歳）弟高永が1.5万石で再封                              |
| 松平浅五郎        | 美作津山藩       | 10万石    | 1726 | 無嗣断絶                 | 早世（14歳）従兄長煕が養子となり5万石で再封                    |
| 松平明矩          | 陸奥白河新田藩   | 1.0万石   | 1727 | 他藩相続のため           | 松平基知の養子となって支藩解消                                 |
| 松平義真          | 陸奥梁川藩       | 3.0万石   | 1729 | 無嗣断絶                 | 早世（16歳）                                                   |
| 佐竹義堅          | 出羽久保田新田藩 | 1.0万石   | 1732 | 他藩相続のため           | 佐竹義峯の養子となって支藩解消                                 |
| 井伊直定          | 近江彦根新田藩   | 1.0万石   | 1734 | 他藩相続のため           | 井伊直惟の養子となって支藩解消                                 |
| 松平乗邑          | 下総佐倉藩       | 6.0万石   | 1745 | 失脚：専横               | 強制隠居・蟄居・老中罷免・減知1万石                            |
| 植村恒朝          | 上総勝浦藩       | 1.1万石   | 1751 | 幕法違反                 | 配流（植村家道預け）後に恩赦、養子寿朝は旗本として存続         |
| 安藤信尹          | 美濃加納藩       | 6.5万石   | 1755 | 御家騒動：安藤騒動       | 強制隠居・減知1.5万石                                          |
| 本多忠央          | 遠江相良藩       | 1.0万石   | 1758 | 失政：郡上一揆           | 配流（松平長孝預け）若年寄罷免                                 |
| 金森頼錦          | 美濃八幡藩       | 3.8万石   | 1758 | 失政：郡上一揆           | 配流（南部利雄預け）子頼興は旗本として存続                     |
| 松平定静          | 松山新田藩       | 1.0万石   | 1765 | 他藩相続のため           | 伊予松山藩15万石を相続                                         |
| 田沼意次          | 遠江相良藩       | 5.7万石   | 1786 | 失脚/汚職                | 強制隠居・謹慎・老中辞職・減知2万石                            |
| 稲葉正明          | 安房館山藩       | 1.3万石   | 1786 | 連座：田沼意次失脚       | 減知3,000石                                                    |
| 田沼意次          | 遠江相良藩       | 3.7万石   | 1787 | 失脚/汚職                | 相良城破却・減知2.7万石、子意知は移封                          |
| 小堀政方          | 近江小室藩       | 1.63万石  | 1788 | 汚職・苛政（伏見騒動）   | 配流（大久保忠顕預け）奉行罷免、甥政優は旗本として存続         |
| 松前章広          | 蝦夷松前藩       | 無高      | 1807 | 失政                     | 松前領（東）/西蝦夷地の没収、代わりに9,000石を付与             |
| 酒井忠全          | 播磨姫路新田藩   | 1.0万石   | 1817 | 無嗣断絶                 | 早世（3歳）                                                    |
| 仙石久利          | 但馬出石藩       | 5.8万石   | 1835 | 御家騒動：仙石騒動       | 閉門・減知2.8万石                                              |
| 林忠英            | 上総貝淵藩       | 1.8万石   | 1841 | 失脚                     | 強制隠居・若年寄罷免・減知8,000石                              |
| 水野忠邦          | 遠江浜松藩       | 7万石     | 1845 | 失脚：天保の改革失敗     | 強制隠居・減知2万石                                            |
| 堀親寚            | 信濃飯田藩       | 2.7万石   | 1845 | 連座：水野忠邦失脚       | 強制隠居・老中罷免・減知1万石                                  |
| 本郷泰固          | 駿河川成島藩     | 1.0万石   | 1859 | 勤務怠慢                 | 強制隠居・若年寄罷免・減知5,000石、大名格失う                  |
| 久世広周          | 下総関宿藩       | 6.8万石   | 1862 | 引責：坂下門外の変       | 強制隠居・減知1万石                                            |
| 井伊直憲          | 近江彦根藩       | 35万石    | 1862 | 連座：故井伊直弼糾弾     | 減知10万石                                                     |
| 間部詮勝          | 越前鯖江藩       | 5.0万石   | 1862 | 失脚                     | 強制隠居・減知1万石                                            |
| 酒井忠義          | 若狭小浜藩       | 11.35万石 | 1862 | 失脚：寺田屋事件余波     | 強制隠居・京都所司代解任・減知1万石                            |
| 久世謙吉          | 下総関宿藩       | 5.8万石   | 1862 | 連座：父広周失脚         | 減知1万石                                                      |
| 安藤鏻之助        | 陸奥磐城平藩     | 5.0万石   | 1862 | 連座：父信正失脚         | 減知2万石                                                      |
| ※松平頼徳         | 常陸宍戸藩       | 1.0万石   | 1864 | 引責：天狗党事件関与     | 切腹、明治になり父松平頼位が再封                               |
| 堀親義            | 信濃飯田藩       | 1.7万石   | 1864 | 勤務怠慢                 | 逼塞・役職解任、減知2,000石                                    |
| 戸田忠恕          | 下野宇都宮藩     | 7.78万石  | 1865 | 勤務怠慢                 | 減知2.78万石                                                   |

### 明治時代
| 大名     | 領地       | 禄高    | 年代 | 改易理由         | 対処・その後                                                      |
| -------- | ---------- | ------- | ---- | ---------------- | ----------------------------------------------------------------- |
| 松平喜徳 | 陸奥会津藩 | 23万石  | 1868 | 新政府への反逆   | 後に斗南藩松平容大預け                                            |
| 林忠崇   | 上総請西藩 | 1.0万石 | 1868 | 新政府への反逆   | 閉門（小笠原長国預け）→明治5年赦免、東京府士族300石、義弟忠弘継ぐ |
| 黒田長知 | 筑前福岡藩 | 47万石  | 1871 | 太政官札贋造事件 | 閉門・免官、福岡藩知事の後任は有栖川宮熾仁親王                    |